# With Love
"With Love" är en låt av den amerikanska popsångerskan Hilary Duff. Den gavs ut som singel den 13 mars 2007. With Love är den andra singeln från albumet Dignity, utgivet i mars 2007. En kort sekvens från musikvideon till låten förekommer i reklamfilmen för Duffs parfym With Love... Hilary Duff.

## Låtförteckning
1. "With Love"
2. "With Love" [Housecrushers Mix]
3. "Play with Fire" [Vada Mix]